# Baos (Lugo)
Baos (llamada oficialmente San Xoán dos Vaos) es una parroquia y una aldea española del municipio de Ribera de Piquín, en la provincia de Lugo, Galicia.

## Otras denominaciones
La parroquia también es conocida por el nombre de San Xoán de Baos.

## Organización territorial
La parroquia está formada por siete entidades de población, constando seis de ellas en el nomenclátor del Instituto Nacional de Estadística español:
- Baos (Os Vaos)
- A Budueira
- Cartea
- Invernego
- Muxén
- Ouviaña
- Seoane

## Demografía

### Parroquia
| Gráfica de evolución demográfica de Baos (parroquia) entre 2000 y 2020 |
|                                                                        |
| Datos según el nomenclátor publicado por el INE.                       |

### Aldea
| Gráfica de evolución demográfica de Baos (aldea) entre 2000 y 2020 |
|                                                                    |
| Datos según el nomenclátor publicado por el INE.                   |